# Янайхара, Тадао
Тадао Янайхара (яп. 矢内原 忠雄 Янайхара Тадао, 27 января 1893, Имабари, Япония — 25 декабря 1961, Токио) — японский экономист, президент Токийского университета в 1951—1957 годах.

## Биография
Янайхара родился 27 января 1893 года в японском городке Имабари префектуры Эхиме в семье врачей.
В 1917 году окончил юридический факультет Токийского университета,
а в 1920 году стал доцентом кафедры экономики в Токийском университете.
Женился на Кэйко Хори в 1924 году.
В 1925 году Янайхара стал членом только основанного Института тихоокеанских отношений по приглашению своего мэтра Нитобэ Инадзо.
В 1930 году назначен руководителем кафедры колониальной политики Токийского университета.
В связи с давлением сотрудников университета с правыми взглядами в 1937 году пришлось уйти в отставку и до конца войны не преподавать в университете.
В 1945 году возобновил преподавание на кафедре экономики Токийского университета,
а в 1951—1957 годах был  президентом Токийского университета.
25 декабря 1961 года Янайхара умер от рака желудка.

## Основные идеи
Янайхара был верующим христианином, придерживался пацифистских взглядов, читал лекции по теологии в университете, в своих работах выделил виды колониальной политики:
процесс признания национальных особенностей колоний со стороны метрополии и процесс ассимиляции в существующую систему метрополии.
Янайхара утверждал, что процесс ассимиляции приводит к нестабильности политики — метрополии вмешиваются в языки и религию колоний, вызывая дестабилизацию социальной организации, вследствие чего постоянные восстания в колониях, и отмечал, что колонии не приносят существенного дохода для метрополии, так как расходы самой метрополии по поддержанию стабильной политики значительны.
В своей книге «Формоза под властью японского империализма» отметил, что при колонизации Японией Тайваня с 1895 по 1929 годы проведена аграрная реформа, при которой земля отошла японским владельцам, но эти земли так и не были заселены избыточной крестьянской массой из Японии, культура и уклад жизни жителей Тайваня тяготели к Китаю, а не к Японии, — таким образом расходы по экономической и образовательной ассимиляции Тайваня в это время потрачены впустую, поэтому выступал сторонником еврейских поселений в японской империи, поощряя заселение Маньчжурии еврейскими беженцами, надеясь на ассимиляцию данной территории, на поддержку американской еврейской общины, а также на привлечение капитала на данную территорию. Заявлял о том, что сионистское движение — это право евреев создать центр еврейской национальной культуры, и, что евреи заслуживают, как нация, своё государство.